# Thomas Strakosha
Thomas Strakosha (ur. 19 marca 1995 w Atenach) – albański piłkarz, występujący na pozycji bramkarza w angielskim klubie Brentford oraz w reprezentacji Albanii. Uczestnik Mistrzostw Europy 2024.
Jest synem byłego piłkarza Foto Strakoshy i bratem Dhimitriego Strakoshy, również piłkarza.

## Kariera klubowa
Strakosha jest wychowankiem greckiego klubu Panionios GSS. W 2012 roku trafił do rzymskiego S.S. Lazio. Rok później dołączył do pierwszej drużyny klubu. W 2015 r. odszedł na roczne wypożyczenie do drugoligowej Salernitany. Po powrocie z wypożyczenia wygrał rywalizację o miejsce w bramce Lazio Rzym i zaczął regularnie występować w pierwszej drużynie. Z S.S. Lazio wygrał Superpuchar Włoch w 2017 roku oraz Puchar Włoch w sezonie 2018/2019.

## Kariera reprezentacyjna
Strakosha grał w juniorskich reprezentacjach Albanii na szczeblach U-17, U-19 i U-21. 24 marca 2017 r. zadebiutował w dorosłej reprezentacji w przegranym 0:2 meczu z Włochami.

## Sukcesy

### S.S. Lazio Rzym
- Superpuchar Włoch: 2017
- Puchar Włoch: 2018/2019